# Corey Wilcox
Corey Wilcox (1988 of 1989) is een Amerikaanse jazztrombonist en componist van de modernjazz.

## Biografie
Wilcox is afkomstig uit een muzikale familie, waarin zijn vader Wycliffe Gordon trombone en zijn moeder Danielle Wilcox klassieke piano en klarinet speelt. Op 13-jarige leeftijd koos hij voor de trombone en tegen vechtsport. Hij bezocht in Jacksonville (Florida) de Douglas Anderson School of the Arts. In New York trad hij in 2006 op met het schoolensemble tijdens het concours van het Essentially Ellington Festival in het Lincoln Center, waar hij tot de winnende formatie behoorde en als voortreffelijk solist werd erkend. Wilcox werkte vanaf de jaren 2010 in het New Yorkse jazzcircuit met o.a. Brandee Younger, Jay Phelps (Free As the Birds), Larry Wilson (No Secrets No Lies), Aaron Burnett & The Big Machine (Anomaly) en met Greg Murphy (Summer Breeze, 2016).
Eind jaren 2010 trad Wilcox o.a. op in het Smalls met Clifford Barbaro en met het Mathis & Sound Orchestre. Tegenwoordig (2019) leidt hij een kwintet, waartoe Alevtina Wilcox (trombone), Jon Elbaz (piano), Ben Meigners (bas) en Kayvon Gordon (drums) behoren. Onder zijn eigen naam bracht Wilcox in 2014 het album I Could Imagine uit bij Blues Back Records.

## Discografie
- 2018: Aaron Burnett & The Big Machine (Fresh Sound New Talent) met Peter Evans, Aaron Kimmel, Carlos Homs, Nick Jozwiak, Tyshawn Sorey, Joel Ross